# Doppelbüchse

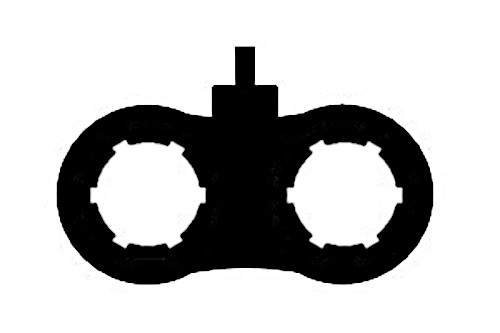
Doppelbüchse

Eine Doppelbüchse (auch Querbüchse) ist eine Jagdwaffe mit zwei nebeneinander liegenden Kugelläufen gleichen Kalibers. Die Kipplaufwaffe wird häufig auf der Drückjagd verwendet, da sie einen zweiten schnellen Schuss im Anschlag ermöglicht. Sie findet aber auch Einsatz bei der Jagd auf wehrhaftes Wild (Großkatzen, Büffel, Elefant), da alle wesentlichen Bauteile (Abzug, Schloss, Lauf) doppelt vorhanden sind und somit Störungen der gesamten Waffe unwahrscheinlich sind. Die Doppelbüchse ist von der Bockbüchse zu unterscheiden, bei der die beiden Läufe übereinander angeordnet sind.
Bei klassischen Doppelbüchsen sind die beiden Läufe fest miteinander verlötet, was durch unterschiedliche Erwärmung der Läufe dazu führen kann, dass die beiden Läufe nicht oder nur schlecht "zusammen schießen", die Trefferlage aus beiden Läufen daher nicht identisch ist. Bei modernen Doppelbüchsen sind die Läufe freischwingend montiert und sogar einzeln justierbar. Somit können die Läufe zueinander justiert werden, was eine Schussleistung wie bei einem Repetierer ermöglicht.

## Siehe auch

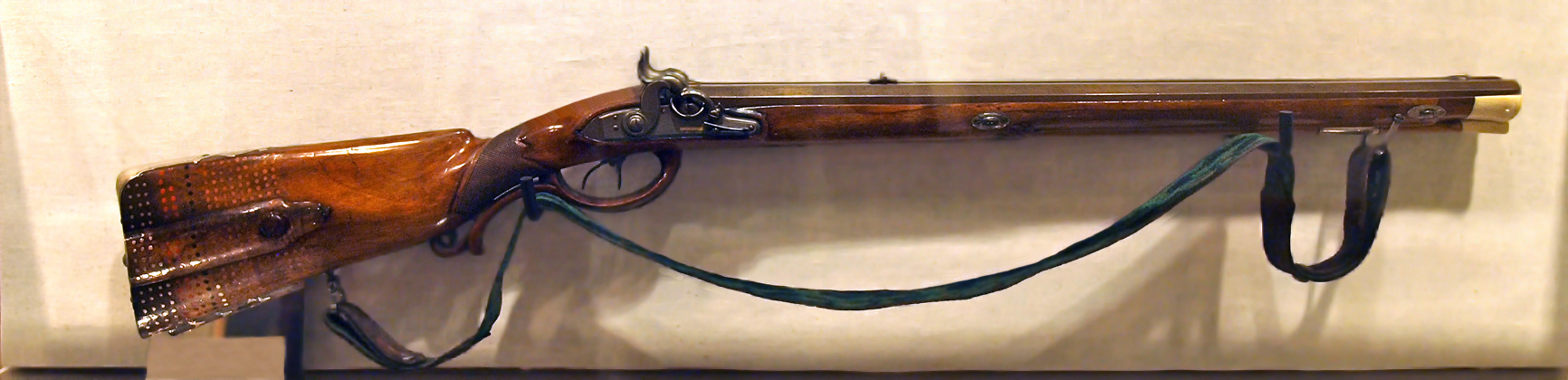
Doppelbüchse aus Maximilian zu Wied-Neuwieds persönlichem Besitz.